# Paços da Cultura

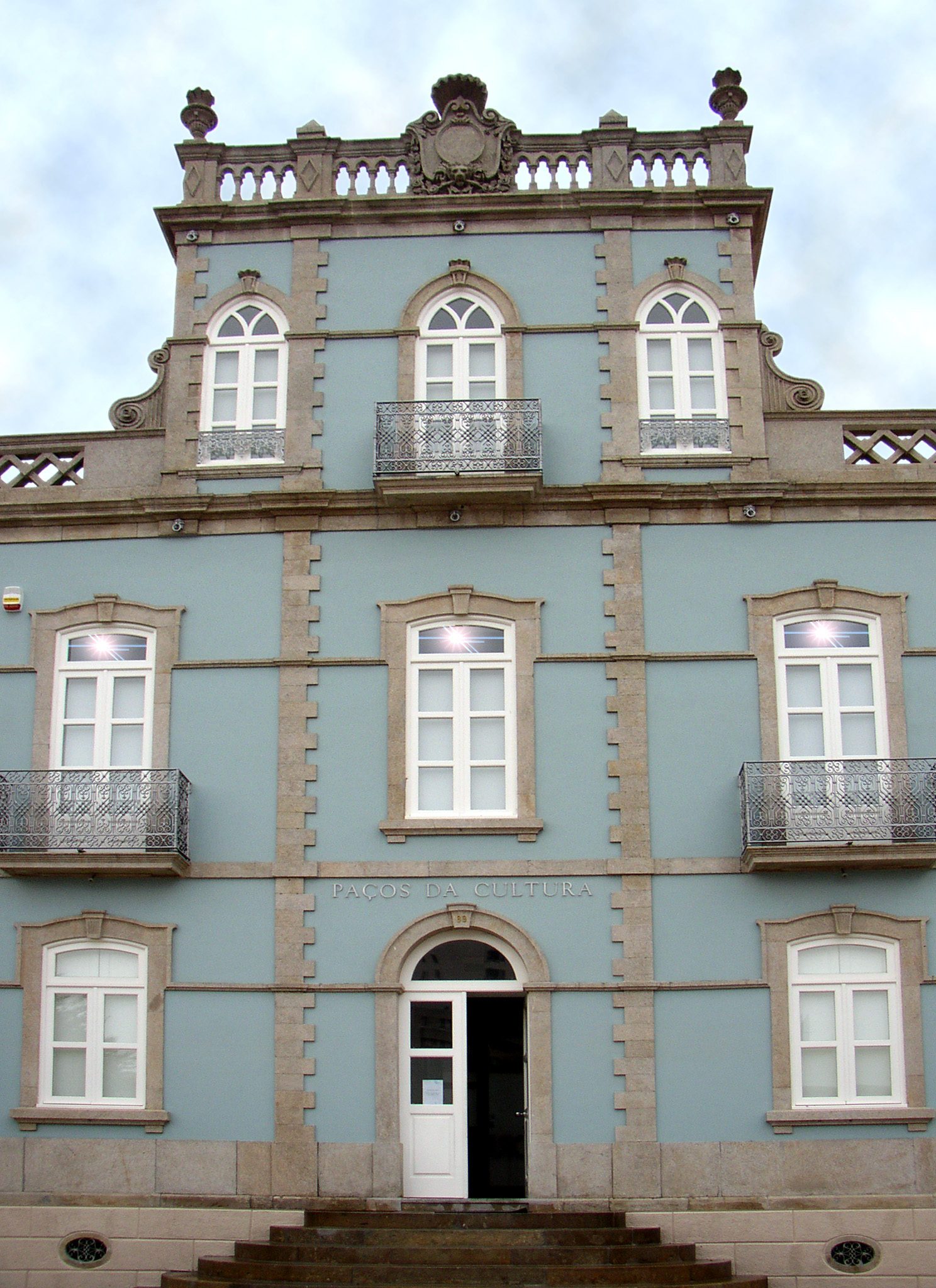
Fachada do edificio Paços do Conselho, antiga câmara municipal de São João da Madeira.

Paços do Conselho é um edifício emblemático situado no centro da cidade de São João da Madeira, que já serviu como câmara municipal deste conselho e agora tornou-se num dos locais históricos mais importantes da cidade.

## História
Este edifício está fortemente ligado ao período de emancipação do conselho, que ocorreu em 1926.

## Serviços
Tendo passado por uma reabilitação, respeitando à risca o design original do edifício, o actual ponto histórico da cidade foi inaugurado em 2005. Alberga na sua cave um auditório com 200 lugares sentados e o Arquivo Histórico da Cidade, no seu rés-do-chão um espaço onde a população pode aceder a computadores com Internet, um café-concerto e uma zona reservada a eventos ao ar-livre, no primeiro piso uma galeria de exposições e no seu segundo piso encontra-se a Sala da Memória.

## Arquivo Histórico da Cidade
No Arquivo Histórico da Cidade, localizado na cave do Paços da Cultura, encontram-se disponíveis ao público os documentos mais relevantes da história da cidade de São João da Madeira, como por exemplo, o documento da sua emancipação.

## Eventos anuais
Todos os anos ocorrem vários eventos de carácter cultural:
- Poesia à Mesa, evento que leva a poesia até às pessoas, organizado anualmente em março, conta com grande adesão popular.[3]
- Festival de Teatro, um conjunto de peças de teatro de vários grupos teatrais e personalidades famosas.[4]
- Musicatos, em que ao longo do ano músicos da cidade e não só sobem ao palco para mostrar os seus dotes musicais.[5]

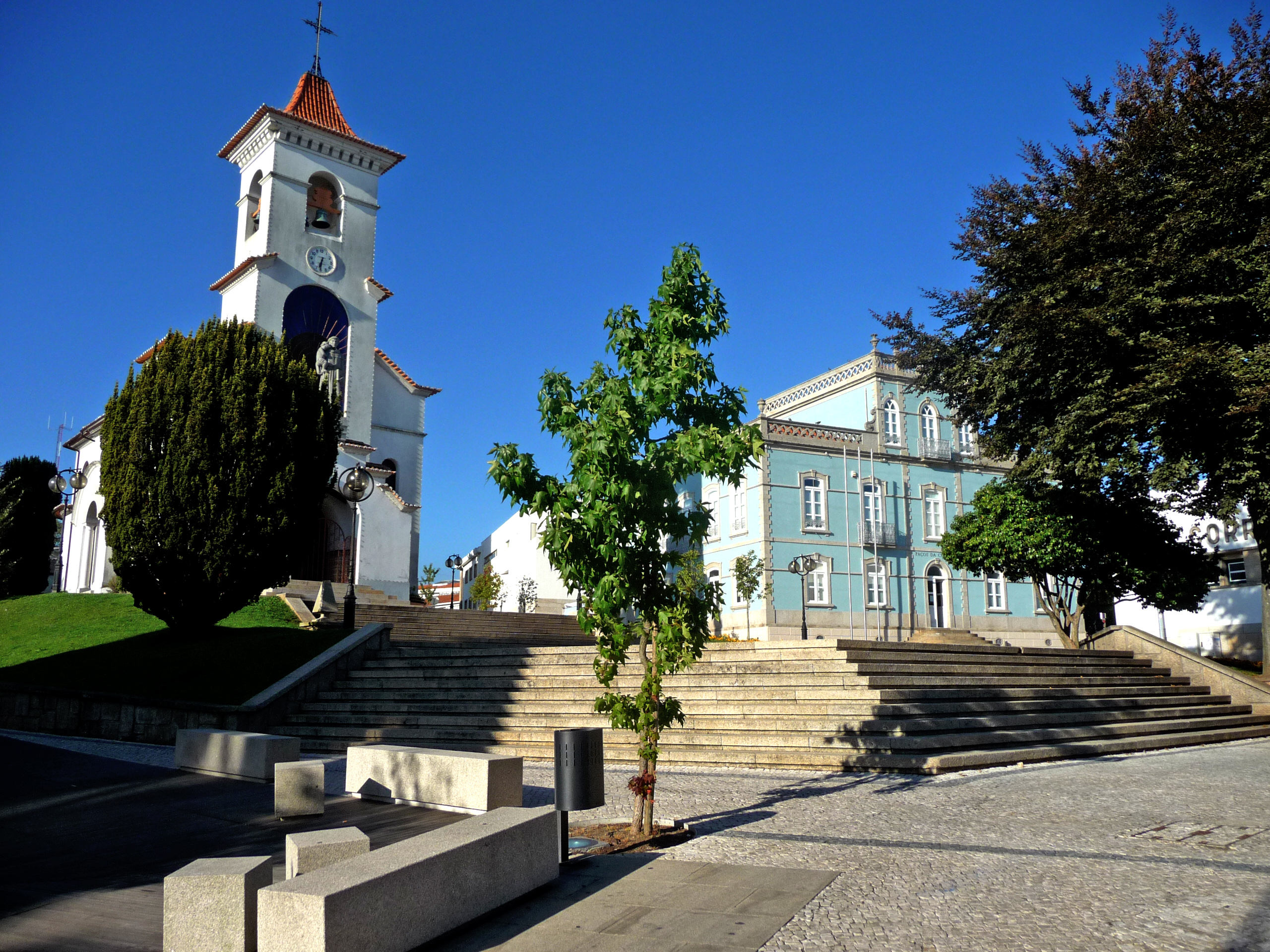
Paços da Cultura, ao lado da Capela de Santo António.